# 徐庭瑤
徐庭瑤（1892年—1974年12月16日），安徽無為縣人，字月祥，中華民國陸軍二級上將，被稱為國軍「裝甲兵之父」。保定陸軍軍官學校第三期步兵科出身。獲頒青天白日勳章。民國三十六年（1947年），在原籍安徽省無為縣當選為第一屆國民大會代表。
1952年自請退役，1974年於三軍總醫院逝世。

## 經歷
- 國民革命軍第3師團長
- 獨立第4師副師長
- 第1師師長
- 第4師師長

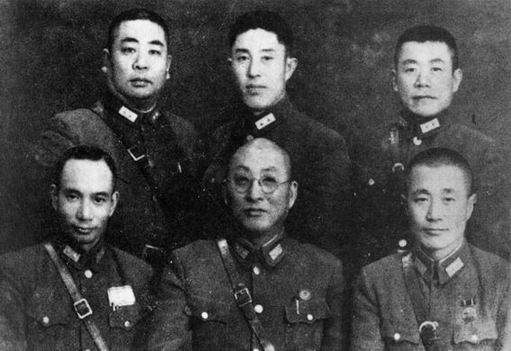
1933年长城抗战的國民革命軍第十七軍部分将领在1942年冬的重慶補拍合影。前排左起黃杰、徐庭瑶與杜聿明，后排左起刘嘉树、郑洞国與邱清泉。

- 1932年5月參予國軍對蘇維埃區第四次圍剿（以鄂豫皖區為主）
- 國民革命軍第十七軍軍長。这个军本身就是为参加长城抗战而组建起来的。下辖第2师、第25师和第83师，曾參與長城戰役。
- 第八軍團總指揮
- 訓練總監部交通輜重通信兵學校教育長
- 機械化學校教育長
- 新編第十一軍軍長
- 第三十八集團軍總司令
- 國防科學委員會主任委員
- 裝甲兵司令（1949年春），蒋纬国任副司令兼战车第一团团长，鲍熏南任战车第二团团长。拱卫京沪。
- 東南軍政副長官1950年
- 光復大陸設計委員會委員
- 中華民國總統府戰略顧問